# Pawło Kasanow
Pawło (Pasza) Namazowycz Kasanow, ukr. Павло (Паша) Намазович Касанов, ros. Павел Намазович Касанов, Pawieł Namazowicz Kasanow (ur. 19 stycznia 1953 w Kraju Nadmorskim, Rosyjska FSRR) – ukraiński piłkarz, grający na pozycji pomocnika, trener i funkcjonariusz piłkarski.

## Kariera piłkarska

### Kariera klubowa
Urodził się na Dalekim Wschodzie, ale potem razem z rodziną przeniósł się do Mikołajowa, gdzie poszedł do szkoły. Mając 17 lat trafił do juniorskiej drużyny Sudnobudiwnyka Mikołajów. W 1971 rozpoczął karierę piłkarską w pierwszej drużynie Sudnobudiwnyka Mikołajów, ale wkrótce był zmuszony wykonywać służbę wojskową w SKA Odessa. Po zwolnieniu ze służby powrócił do Sudnobudiwnyka. W 1976 przeszedł do Łokomotywu Winnica, który później zmienił nazwę na Nywa Winnica. W 1987 bronił barw Metałurha Zaporoże, ale powrócił do Nywy Winnica. W 1990 roku zakończył karierę piłkarską w Polissia Żytomierz.

## Kariera trenerska
Po zakończeniu kariery zawodniczej rozpoczął pracę szkoleniową. Najpierw pomagał trenować rodzimy klub Nywa Winnica. Od 1995 do 2005 pracował jako Prezes amatorskiego zespołu Switanok Winnica, a w sezonie 1996/1997 prowadził wyższoligową Nywę Winnica. W 2006 objął stanowisko dyrektora wykonawczego klubu Nywa-Switanok Winnica. Od 2008 pracuje na stanowisku dyrektora sportowego Nywy Winnica.

## Sukcesy i odznaczenia

### Sukcesy klubowe
- mistrz Ukraińskiej SRR: 1984
- wicemistrz Ukraińskiej SRR: 1981, 1985
- brązowy medalista Mistrzostw Ukraińskiej SRR: 1983
- zdobywca Pucharu Ukraińskiej SRR: 1990
- półfinalista juniorskich mistrzostw ZSRR: 1970

### Sukcesy indywidualne
- wybrany do listy 22 najlepszych piłkarzy Ukraińskiej SRR: Nr 1 (1983), Nr 2 (1985)
- rekordzista klubu Nywa Winnica w ilości rozegranych meczów w mistrzostwach kraju: 513
- rekordzista klubu Nywa Winnica (razem z Serhijem Szewczenkę) w ilości strzelonych goli w mistrzostwach kraju: 127
- rekordzista klubu Nywa Winnica w ilości strzelonych goli we wszystkich meczach Mistrzostw i Pucharu ZSRR oraz spotkań międzynarodowych: 142

### Odznaczenia
- tytuł Mistrza Sportu ZSRR